# کلاوس فون کلیتسینگ
کلاوس فون کلیتسینگ (به آلمانی: Klaus von Klitzing) ‏
(۲۸ ژوئن ۱۹۴۳) فیزیک‌دان آلمانی است که بیشتر بخاطر کشف اثر کوانتومی هال مشهور است و در سال ۱۹۸۵، برنده جایزه نوبل فیزیک شد. او در سال ۱۹۶۹ مدرک خود را از دانشگاه فنی براونشوایگ اخذ کرد. او تحصیل خود را در دانشگاه وورتسبورگ ادامه داد و در سال ۱۹۷۲ توانست پایان‌نامه خود را در رشته‌های خواص تلوریم گالوانومگنتیک مغناطیس قوی به پایان رساند.
او در حال حاضر فرنشین بازنشسته در مؤسسه ماکس پلانک برای تحقیقات حالت جامد در اشتوتگارت می‌باشد.